# Скрытая правда, или Наш секрет
«Скрытая правда, или Наш секрет» (исп. La verdad oculta) — мексиканская 120-серийная мелодрама с элементами драмы 2006 года производства Televisa. В некоторых странах мира демонстрировался под названием «Наш секрет». Лауреат премий Bravo, Califa de Oro и TVyNovelas.

## Сюжет
Габриэла и Хульетта Гильен, две молодые девушки, которые идут работать официантками в ресторан, владельцем которого является Марио Хеновевес. Давид, сын Марио, который работает вместе со своим отцом администратором, уже давно знает Габриэлу и сразу привлекает её, одновременно с ним её привлекает и его друг, Карлос Авила. Между друзьями возникает сильное соперничество с целью завоевания любимой женщины. Габриэла очень любит Давида, но порой из-за зависти и интрижек его друга Карлоса, молодые люди часто ссорятся. У Марио, владельца ресторана, нашли неоперабельную опухоль на последней стадии, и перед смертью он завещал свой ресторан своему сыну.

## Создатели телесериала

### В ролях
- Галилеа Монтихо — Габриэла Гильен / Габриэла Гусман Сальдивар де Хеновес / Марта Сальдивар де Гусман
- Алехандра Баррос — Алехандра Бальмори Хеновес де Виктория
- Габриэль Сото — Давид
- Эдуардо Яньес — Хуан Хосе
- Хектор Ортега — Сантьяго / Фаусто / Марио
- Хулио Алеман — Адольфо
- Мария Сорте — Yolanda Rey / Yolanda Ávila
- Ирма Лосано — Дора
- Cecilia Tijerina — Сусана
- Margarita Magaña — Bertha Balmori Genovés
- Claudia Troyo — Julieta Guillén / Julieta Guzmán Saldívar
- Марко Мендес — Carlos Ávila Saldívar
- Harry Geithner — Leonardo Faidella
- Mónica Dossetti — Zaida Castellanos
- Фабиан Роблес — Roberto Zárate
- Эрик дель Кастильо — Gregorio Pineda
- Silvia Ramírez — Elsa Rivera Muñoz
- Mario Sauret — Abelardo Sánchez
- Lalo "El Mimo" — Asunción Limón
- Salvador Sánchez — Dante Sevilla
- Arturo Carmona — Mauricio Medina
- Bibelot Mansur — Guillermina «Mina» Álvarez
- Bobby Larios — Marcos Rivera Muñoz
- Жаклин Вольтер — Déborah
- Karla Lozano — Caramelo/ María del Carmen Victoria Balmori
- Dylan Obed — Chucho Chicles
- Россана Сан Хуан — Yolanda Rey (joven)
- Jesús Briones — Edgar López
- Alberto Loztin — Ramón Caballero
- Марио Касильяс — Javier Garnica
- Carlos Miguel — Félix Méndez
- Marina Marín — Doña Pancha
- Raúl Valerio — Don Jorge
- Antonio Escobar — Ulises Gallardo
- Alfredo Alfonso — Salomón Zárate
- Roberto Tello — Marrano
- Marisol González — Jimena
- Хеновева Перес — Doña Piedad Ocampo
- Paulina de Labra — Ofelia Cantú
- Claudia Benedetti — Ramona
- Sylvia Valdez — Doña Gume
- Amelia Zapata — Lucha
- Anthony Álvarez — Rubén
- Xorge Noble — Filemón
- Marifer Sasián — Paola Faidella
- Rodrigo Ruiz — Carmelo / Silverio
- Hugo Aceves — Roco
- Fernanda Franco — Inés
- Alberto Chávez — Valentín
- Norma Reyna — Juanita
- Jorge Alberto Bolaños — Lic. Matos
- Eduardo Cáceres — Comandante
- Jorge Robles — Compañero de Félix
- Miguel Serros — Tomás
- Мигель Гарса — Manuel"

### Административная группа
- оригинальный текст: Emilio Larrosa
- либретто: José Rendón
- телевизионная версия: José Rendón
- Supervisión literaria: Ramón Larrosa
- Investigación literaria: Lorena Medina
- Edición literaria: Maricarmen Alonso
- музыкальная тема заставки: Si te perdiera
- автор слов и композитор: Manuel Alejandro
- вокал: Luis Miguel
- Escenografía: Ángeles Márquez López
- Ambientación: Rafael Brizuela, Angélica Serafín
- художники по костюмам: Carolina Calderón, Alejandra Mendoza
- художники по декорациям: сотрудники Televisa San Ángel
- Director de arte: Ignacio Lebrija
- Coordinador musical: Luis Alberto Diazayas
- Editores: Mauricio Cortés, Juan Alfredo Villarreal
- Coordinación de producción: Juan Carlos Campa, José Cuervo
- Jefe de locación: Sergio Sánchez
- Realizador de escenas especiales: José Cabello
- Gerente de producción: Elizabeth Olivares
- Coordinador artístico: Rodrigo Ruiz
- Coordinación de producción: Claudia Colombón
- Director de cámaras en foro: Gerardo Gómez Lapena
- Director de cámaras en locación: Luis Monroy
- Director de escena adjunto: Víctor Manuel Fouilloux
- Director de escena en foro: José Ángel García
- Director de escena en locación: Claudio Reyes Rubio
- Productor asociado: Arturo Pedraza Loera
- Productor ejecutivo: Emilio Larrosa

## Награды и премии

### Bravo (2 из 2)
- лучшими детскими актёрами признаны Карло Лосано и Дилан Обед.

### Califa de Oro (1 из 1)
- лучшим актёром признан Марко Мендес.

### TVyNovelas(4 из 10)
- лучшими актёрами признаны Эрик дель Кастильо и Хулио Алеман.
- лучшим актёром второго плана признан Эдуардо Яньес.
- лучшей актрисой признана Хеновева Перес.